# دسته، اردوباد
دسته، اردوباد (به ترکی آذربایجانی: Dəstə) یک منطقهٔ مسکونی در جمهوری آذربایجان است که در شهرستان اردوباد واقع شده‌است. دسته ۴٬۳۱۳ نفر جمعیت دارد.